# پروویدنس (شهرستان سان برناردینو، کالیفرنیا)
پروویدنس (به انگلیسی: Providence) یک منطقهٔ مسکونی در ایالات متحده آمریکا است که در شهرستان سن برناردینو، کالیفرنیا واقع شده‌است.